# السنينة (صنعاء)

تعديل مصدري - تعديل

حي السنينة أحد أحياء مديرية معين في مدينة صنعاء اليمنية، بلغ عدد سكانه 8342 نسمة حسب التعداد السكاني في اليمن لعام 2004.

## الحارات
| الحارة                | عدد المساكن | عدد الأسر | الذكور | الأناث | الإجمالي |
| --------------------- | ----------- | --------- | ------ | ------ | -------- |
| حارة الأبرار          | 158         | 143       | 508    | 450    | 958      |
| حارة الأحلى الشمالية  | 591         | 540       | 1822   | 1623   | 3445     |
| حارة وادي الاحلى      | 206         | 196       | 683    | 586    | 1269     |
| حارة العزة            | 250         | 227       | 804    | 652    | 1456     |
| حارة السنينات الغربية | 70          | 59        | 239    | 221    | 460      |
| حارة قرية السنينة     | 85          | 78        | 382    | 372    | 754      |
| الإجمالي              | 1360        | 1243      | 4438   | 3904   | 8342     |